# Niederwinkling
Niederwinkling è un comune tedesco di 2 389 abitanti, situato nel land della Baviera.